# Новокаменка (Алтайский край)
Новокаменка — село в Ельцовском районе Алтайского края России. Административный центр Новокаменского сельсовета.

## История
В «Списке населенных мест Российской империи» 1868 года издания населённый пункт упомянут как заводская деревня Ново-Каменская (Курныши) Кузнецкого округа (1-го участка) при речке Каменке, расположенная в 121 версте от окружного города Кузнецк. В деревне имелось 59 дворов и проживало 483 человека (236 мужчин и 247 женщин). Функционировали две православные часовни.

По состоянию на 1911 год деревня Ново-Каменка входила в состав Ельцовской волости Кузнецкого уезда и включало в себя 205 дворов. Население на тот период составляло 870 человек. Функционировали церковь и хлебозапасный магазин.

В 1928 году в селе работали школа, изба-читальня и лавка общества потребителей, имелось 460 хозяйств, проживало 2493 человека. В административном отношении Ново-Каменка являлась центром сельсовета Ельцовского района Бийского округа Сибирского края.

## География
Село находится в восточной части Алтайского края, на берегах реки Калтык (приток Чумыша), вблизи места впадения в неё реки Пуштулимка, на расстоянии примерно 10 километров (по прямой) к северо-северо-востоку (NNE) от села Ельцовка, административного центра района. Абсолютная высота — 269 метров над уровнем моря.

Климат умеренный, континентальный. Средняя температура января составляет −17 °C, июля — +18,4 °C. Годовое количество осадков составляет 496 мм.

## Население
| 1997 | 1998 | 1999 | 2000 | 2001 | 2002 | 2003 |
| ---- | ---- | ---- | ---- | ---- | ---- | ---- |
| 727  | ↘706 | ↘684 | ↘682 | ↘658 | ↘617 | ↗625 |
| 2004 | 2005 | 2006 | 2007 | 2008 | 2009 | 2010 |
| ↘591 | ↘541 | ↘509 | ↘481 | ↘475 | ↗481 | ↘426 |
| 2011 | 2012 | 2013 | 2014 | 2015 | 2016 | 2017 |
| ↘422 | ↘394 | ↗401 | ↘400 | ↘389 | ↘379 | ↘359 |
| 2018 | 2019 | 2020 | 2021 |      |      |      |
| →359 | ↘342 | ↘334 | ↘328 |      |      |      |

Согласно результатам переписи 2002 года, в национальной структуре населения русские составляли 94 %.

## Инфраструктура
В селе функционируют средняя общеобразовательная школа, фельдшерско-акушерский пункт (филиал КГБУЗ «Центральная районная больница Ельцовского района»), библиотека и отделение Почты России.

## Улицы
Уличная сеть села состоит из десяти улиц.